# Patimile lui Hristos 2: Învierea
The Passion of the Christ: Resurrection (Patimile lui Hristos: Învierea) este un film viitor în regia lui Mel Gibson. Este o continuare a filmului  Patimile lui Hristos din 2004.  

## Prezentare
The Passion of the Christ: Resurrection este dedicat evenimentelor care au avut loc în cele trei zile dintre răstignirea și învierea lui Iisus Hristos.
Gibson a oferit detalii despre scenariul filmului, subliniind că povestea va include teme esoterice și profunde, cum ar fi "căderea îngerilor" și "coborârea în iad".

## Distribuție
- Jim Caviezel - Isus Hristos
- Maia Morgenstern - Maria[2][3]
- Hristo Jivkov - Sfântul Ioan
- Francesco De Vito - Sfântul Petru

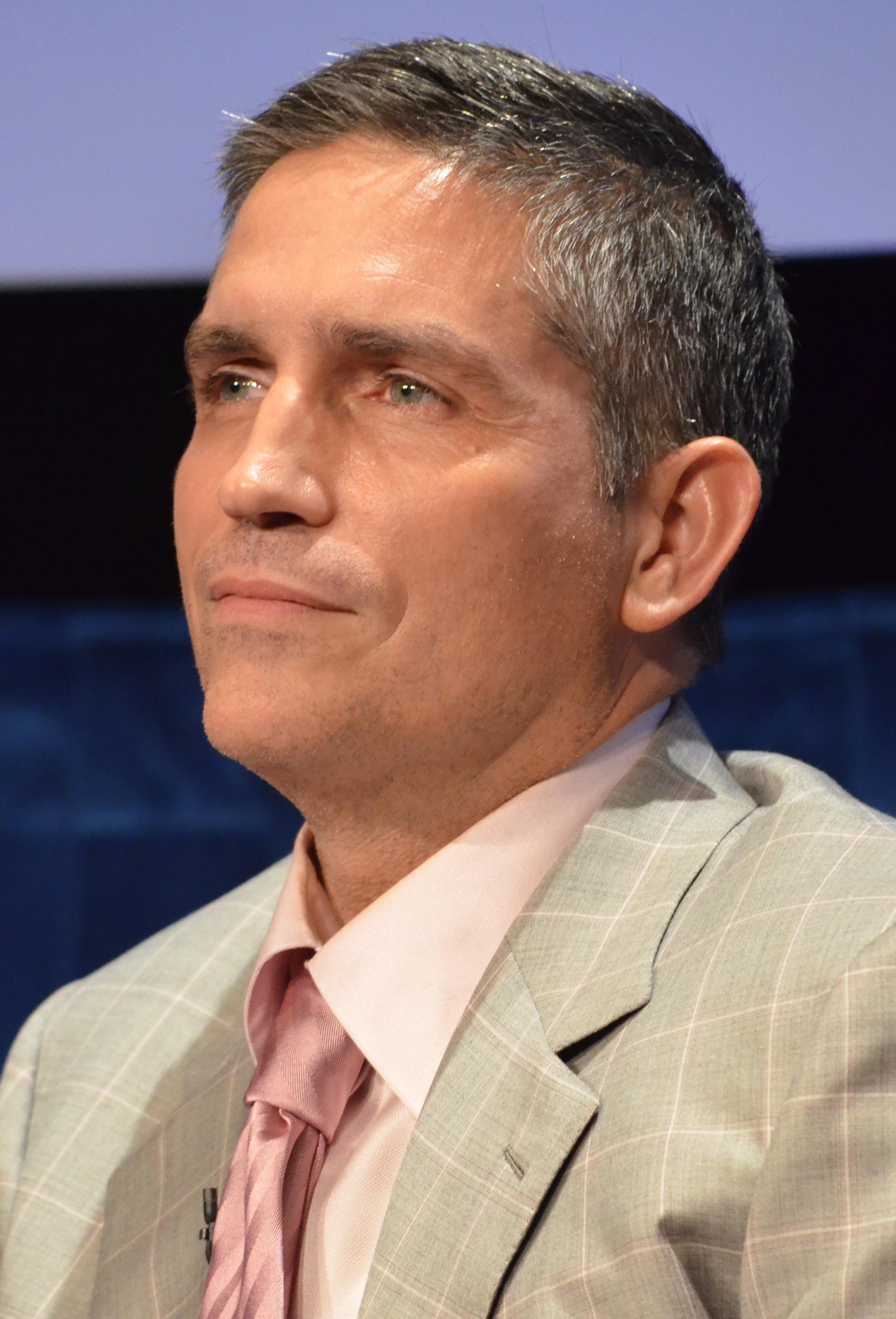
Jim Caviezel

- Monica Bellucci  - Maria Magdalena

## Producție
În iunie 2016, scriitorul Randall Wallace a declarat că el și Gibson au început să lucreze la o continuare a filmului Patimile lui Hristos, concentrată pe învierea lui Isus.
În ianuarie 2018, Caviezel era în negocieri cu Mel Gibson pentru a  rejuca rolul lui Isus în continuare. În martie 2020, Caviezel a declarat într-un interviu că filmul se afla la a cincea schiță a sa. Mai târziu în acel an, Caviezel a spus că Gibson i-a trimis a treia versiune a scenariului. Caviezel a spus că va fi intitulat Patimile lui Hristos: Învierea și a prezis: „Va fi cel mai mare film din istoria lumii.”
În ianuarie 2023, un raport a declarat că filmul va începe producția la mijlocul lui 2023, cu Jim Caviezel pregătit să revină în rolul lui Isus.